# Mallodon vermiculatum
Mallodon vermiculatum är en skalbaggsart som beskrevs av Hovore och Santos-silva 2004. Mallodon vermiculatum ingår i släktet Mallodon och familjen långhorningar.
Artens utbredningsområde är Panama. Inga underarter finns listade i Catalogue of Life.